# Methanobrevibacter thaueri
Methanobrevibacter thaueri ist ein anaerobes, methanogenes Archaeon, welches im Magen-Darm-Trakt vieler Säugetiere auftritt. Das Artepitheton „thaueri“ ehrt den deutschen Mikrobiologen Rudolf Thauer der Jüngere.

## Merkmale
Der anaerobe Coccus ist 0,6–1,2 µm lang und 0,5 µm breit. Er ist grampositiv. Seine ergo dicke, mehrschichtige Zellwand setzt sich aus Pseudopeptidoglycan zusammen. Er tritt üblicherweise in neutralen Lösungen auf. Sein Temperaturoptimum beträgt 37–39 °C. Zellen der Art, welche im Pansen adoleszierten, sind katalasenegativ. Er benötigt keine Coenzyme.

## Eigenschaften
Der Organismus verwertet Wasserstoff und Kohlenstoffdioxid, die von anderen Mikroorganismen der Darmflora als Stoffwechselprodukte ausgeschieden werden. M. thaueri bildet hieraus unter Energiegewinn Methan. Das Archaeon gehört damit zu den hydrogenotrophen Methanbildnern.

## Externe Systematik
Der M. thaueri ist ein Archaeeon der Euryarchaeota. Er gehört den Methanbildnern an.